# Шмид, Ян Фердинанд
Ян (Йохан) Фердинанд Шмид (18 ноября 1786, Прага — 7 октября 1873) — австрийский и чешский юрист и учёный-правовед.
Учился в гимназии в родном городе в 1804—1808 годах и затем в Пражском университете; в продолжение 42 лет состоял на службе по судебной и административной части в разных городах Чехии (в тот период части Австро-Венгрии); в движении 1848 года принимал деятельное участие в качестве подполковника национальной гвардии и члена «Народного выбора». При праздновании 500-летия Пражского университета был удостоен степени доктора; в 1855 году был возведён в дворянское достоинство с присоединением предиката von Bergenhold.
Основные труды Шмида: «Versuch einer systematischen Darstellung des Bergrechtes in Böhmen» (2 части, Прага, 1832—1833); «Abschluss der systematisch abgeordneten Bergrechtsdarstellung» (1855); «Montanistische Geschäftskarte für Böhmen, Mähren und Schlesien» (1846); «Monographie des K. K. böhmischen Appellationsgerichtes» (1850); «Versuch einer kritischen Beurtheilung des 1849 auf Staatskosten gedruckten Entwurfe eines neuen allgemeinen Berggesetzes für das Kaiserthum Oesterreich» (1852); «Geschichte der Privatrechtsgesetzgebung und Gerichtsverfassung im Königreiche Böhmen» (1866) и другие.